# Хузин, Фаиз Хузиахметович
Фаиз Хузиахметович Хузин (1 апреля 1934, Нижний Табын, Татарская АССР — 1978) — советский легкоатлет, специалист по бегу на длинные дистанции и кроссу. Выступал за сборную СССР по лёгкой атлетике в 1960-х годах, чемпион СССР, обладатель серебряной медали Спартакиады народов СССР, победитель первенств всесоюзного и всероссийского значения. Представлял Пермь, спортивные общества «Труд» и «Зенит». Почётный мастер спорта СССР (1964).

## Биография
Фаиз Хузин родился 1 апреля 1934 года (по другим данным — 1933 года) в селе Нижний Табын Муслюмовского района Татарской АССР. Занимался лёгкой атлетикой в Перми, выступал за РСФСР, добровольные спортивные общества «Труд» и «Зенит».
В 1960 году на чемпионате СССР в Москве в дисциплинах 5000 и 10 000 метров финишировал восьмым и шестым соответственно. На чемпионате СССР по кроссу в Харькове выиграл бронзовую медаль в дисциплине 8 км.
В 1961 году составе советской сборной стал шестым на Кроссе Юманите во Франции и вторым в беге на 10 000 метров на международном старте в Лондоне, в дисциплине 8 км взял бронзу на чемпионате СССР по кроссу в Мукачево, занял шестое место на чемпионате СССР в Тбилиси.
В 1962 году в дисциплине 14 км одержал победу на чемпионате СССР по кроссу в Мукачево. На чемпионате СССР в Москве закрыл десятку сильнейших на дистанции 10 000 метров, тогда как на международном старте в Варшаве пришёл к финишу вторым.
В 1963 году был пятым на кроссе Юманите и на Мемориале братьев Знаменских в Москве, завоевал серебряную награду в беге на 10 000 метров на чемпионате страны в рамках III летней Спартакиады народов СССР в Москве. Превзошёл всех соперников на международном Кроссе наций в Женеве.
В 1964 году выиграл бронзовую медаль в дисциплине 14 км на чемпионате СССР по кроссу в Ужгороде. На всесоюзных соревнованиях в Риге стал бронзовым призёром в беге на 10 000 метров, установив при этом свой личный рекорд — 28:59.4.
В 1965 году в дисциплине 10 000 метров финишировал пятым на Мемориале братьев Знаменских в Минске.
В 1966 году был седьмым на кроссе Юманите, на дистанции 10 000 метров получил серебро на соревнованиях в Нижнем Тагиле.
В июле 1967 года в той же дисциплине выиграл серебряную медаль на соревнованиях в Ленинграде.
В 1969 году с личным рекордом 1:33:57 выиграл 30-километровый Пробег на приз газеты «Труд».
Умер в 1978 году.
С 1989 года проводится кросс памяти Фаиза Хузина между сёлами Нижний Табын и Муслюмово.